# Leonardo dos Santos (taekwondo)
Leonardo dos Santos (14 de mayo de 1983) es un deportista brasileño que compitió en taekwondo. Ganó una medalla en los Juegos Panamericanos de 2007, y cuatro medallas en el Campeonato Panamericano de Taekwondo entre los años 2004 y 2010.

## Palmarés internacional
| Juegos Panamericanos    | Juegos Panamericanos            | Juegos Panamericanos | Juegos Panamericanos |
| Año                     | Lugar                           | Medalla              | Categoría            |
| ----------------------- | ------------------------------- | -------------------- | -------------------- |
| 2007                    | Río de Janeiro (Brasil)         | Medalla de bronce    | +80 kg               |
| Campeonato Panamericano |                                 |                      |                      |
| Año                     | Lugar                           | Medalla              | Categoría            |
| 2004                    | Santo Domingo (Rep. Dominicana) | Medalla de oro       | –84 kg               |
| 2006                    | Buenos Aires (Argentina)        | Medalla de oro       | +84 kg               |
| 2008                    | Caguas (Puerto Rico)            | Medalla de bronce    | +84 kg               |
| 2010                    | Monterrey (México)              | Medalla de plata     | +87 kg               |